# Луньюк
Лунью́к (індонез. Lunyuk) — один з 24 районів округу Сумбава провінції Західна Південно-Східна Нуса у складі Індонезії. Розташований у південно-західній частині. Адміністративний центр — село Секотонг-Тенгах.
Населення — 18424 особи (2012; 18109 в 2010).

## Адміністративний поділ
До складу району входять 7 сіл:
| Населений пункт     | Населення, осіб (2010) |
| ------------------- | ---------------------- |
| Джаму, село         | 1122                   |
| Еманг-Лестарі, село | 3239                   |
| Луньюк-Оде, село    | 1300                   |
| Луньюк-Реа, село    | 2654                   |
| Пада-Сука, село     | 3974                   |
| Перунг, село        | 2816                   |
| Сука-Маджу, село    | 2904                   |